# Mohammad Al Attar
Mohammad Al Attar (arabisch محمد العطار; * 1980 in Damaskus, Syrien) ist ein syrischer Theaterautor und Dramaturg, der seit 2015 in Berlin lebt. Seine auf Arabisch verfassten Theaterstücke wurden im Original und in Übersetzung in mehreren Ländern, darunter im Nahen Osten, in den USA, Großbritannien, Frankreich und Deutschland aufgeführt. Seine Stücke zählen zur syrischen Exilliteratur.

## Leben
Al Attar studierte Englische Literatur an der Universität Damaskus und Theaterwissenschaften am Higher Institute for Dramatic Arts der syrischen Hauptstadt. Anschließend erwarb er einen Master in angewandter Dramaturgie (Applied Drama) an der Goldsmiths University London. Seine Stücke wurden in Übersetzung an Theatern in verschiedenen Ländern inszeniert, unter anderem beim Festival von Avignon und dem Festival d’Automne in Paris, an der Volksbühne Berlin, am Lincoln Center New York, dem Royal Court Theater in London, beim Kunsten Festival in Brüssel, am Teatr Powszechny in Warschau, dem Onassis Stegi Kulturzentrum in Athen und im Haus der Kulturen der Welt in Berlin. Neben Theaterstücken hat Al Attar auch Beiträge für Zeitschriften verfasst, wobei sein besonderes Interesse der Revolution in Syrien seit 2011 gilt. Da er sich dabei auf das Schicksal von Flüchtlingen und den Krieg in seinem Land bezieht, wurde er „als wichtiger Chronist des vom Krieg zerrissenen Syrien“ bezeichnet.
Al Attar lebt und arbeitet seit 2015 in Berlin und war dort auch Fellow am Wissenschaftskolleg Berlin. Seit einigen Jahren arbeitet Al Attar mit dem syrischen Regisseur Omar Abusaada zusammen. Ihr Theater zeichnet sich dabei sowohl durch fiktive wie auch dokumentarische Elemente aus. Da die Menschen in Syrien als Widerstand gegen die Parolen der Regierung eine eigene Sprache verwenden und dies vielfach durch Medien verbreitet wird, schreibt Al Attar seither nicht mehr auf Hocharabisch, sondern in der syrischen Umgangssprache. In seinem Stück Und jetzt bitte direkt in die Kamera verwendet er außerdem auch die Darstellung der Handlung durch eine fiktive Filmemacherin als Verfremdungseffekt.
Al Attars frühstes Stück, Withdrawal, wurde in einer engen Wohnung in seiner Heimatstadt aufgeführt, sein zweites, Could You Please Look into the Camera?, folgte einer massiven Verhaftungswelle in seinem Land. Dieser Text besteht aus Aussagen von Gefangenen, die in Militärgefängnissen gefoltert wurden.
Al Attar und Abusaada führten zwischen 2013 und 2017 eine Trilogie über Schicksale von geflüchteten Syrerinnen auf, die auf klassischen griechischen Tragödien beruht. So wurde zuerst ihre Bearbeitung Die Troerinnen nach Euripides in Jordanien aufgeführt, gefolgt von Antigone of Shatila nach Sophokles im Libanon, und schließlich 2017 seine Adaptation von Iphigenie nach Euripides an der Volksbühne in Berlin.
In der Saison 2023/24 fand im Kleinen Haus des Theater Freiburg die deutsche Uraufführung von Al Attars Werk Damaskus 2045 in der Übersetzung von Sandra Hetzl statt. Das in einer utopischen Zukunft angesiedelte Stück thematisiert „die Mechanismen des Vergessens, das Schreiben von Kriegs-Geschichte und die Narrative der Sieger und Besiegten.“ Im März 2024 wurde sein Stück Die Begegnung von gestern in der Übersetzung von Larissa Bender in demselben Theater uraufgeführt. In der auf einer tatsächlichen Begebenheit beruhenden Handlung begegnet Anas, eine der Hauptfiguren, dem anderen Protagonisten, Walid Salem, zufällig in Berlin. In einem darauf folgenden Gerichtsverfahren versuchen beide Männer, sich an ihre zehn Jahre zurückliegende Begegnung bei einem Verhör durch den syrischen Geheimdienst zu erinnern. Das Stück thematisiert so „die verschiedenen Bedeutungen von Gerechtigkeit und die Geschichten der Vergangenheit [...], die man nicht begraben kann, ohne sich ihnen zu stellen.“

## Werke
- Withdrawal (2007)
- Samah (2008)
- Online (2011)
- Could You Please Look Into The Camera? (2011)
- A Chance Encounter (2012)
- Antigone Of Shatila (2014)
- While I Was Waiting (2016)
- Iphigenia (2017)
- Aleppo. A Portrait Of Absence (2017)
- The Factory (2019)
- Damascus 2045 (2019)

## Theaterkritik
Die Kritiken anlässlich der Inszenierung mit syrischen Laienschauspielerinnen seines Stücks Iphigenia an der Volksbühne Berlin in Tempelhof im September 2017 fielen zum großen Teil negativ aus. Christian Rakow berichtete in nachtkritik.de, wie Al Attar intendierte, „gängige Erwartungen an einen dokumentarischen Abend mit Geflüchteten zu unterwandern. Schlaglichter auf die politische Situation in Syrien fallen aus, Nahansichten von Kriegsgräueln oder Erlebnisse auf Fluchtrouten ebenso. Allerdings erfährt man auch über die Vorkriegszeit oder das Leben jetzt in Berlin so gut wie nichts.“ - Mit Blick auf die Erwartungen des westlichen Publikums haben einige syrische Autoren jedoch beklagt, dass ihre Werke oft nicht aus literarischen Gründen auf Interesse stoßen. Vielmehr sollen ihre Arbeiten orientalistischen Klischees entsprechen, etwa über die Gefahren der Flucht ins Exil oder die verbreitete Vorstellung der unterdrückten arabischen Frau.
Die Zeit urteilte über Iphigenia, das Stück „entwaffnet alle Kritik, indem es sich kaum als ästhetisches Projekt präsentiert, sondern viel eher als Akt der organisierten Anteilnahme.“ Weitere Kritiken im Tagesspiegel, der Berliner Zeitung und der Süddeutschen Zeitung hoben die schauspielerische, von authentischen Schicksalen geprägte Leistung hervor, kritisierten jedoch die antike Vorlage als „nicht passend.“
In seiner Rezension zu Die Begegnung von gestern hob Jürgen Reuß hervor, wie der Autor „die Schraube der Komplexität weiterdreht, weg von agonalen Kämpfen, hin zu Lebensrealitäten. Damit rückt er dem Publikum richtig nahe, lässt die Distanz zu fernen Folterkellern schwinden und verankert sie als Teil unserer Geschichte.“ In der Badischen Zeitung schrieb Heidi Ossenberg, dass das Stück sich zwar „nicht auf das Duo Opfer-Täter“ beschränkte, jedoch nicht völlig überzeugte.
Eine ausführliche Darstellung von Al Attars Theater veröffentlichte der Schriftsteller Caspar Shaller 2017 in der Zeit. Er wies darauf hin, dass der Text für Iphigenia in Zusammenarbeit mit elf syrischen Frauen entstanden war, „nicht bloß, um ihre Geschichten mit dem Text von Euripides zu verschmelzen, ihnen eine Stimme zu geben, sondern auch, um einen kathartischen Effekt für die Frauen selbst zu erzielen.“ Shaller verwies weiterhin auf das Theater der Unterdrückten des brasilianischen Regisseurs Augusto Boal als „Methode der Befreiung.“